# Ché Adams
Ché Zach Everton Fred Adams (Leicester, Inglaterra, Reino Unido, 13 de julio de 1996) es un futbolista británico, con nacionalidad antiguana, que juega como delantero en el Torino F. C. de la Serie A de Italia.

## Selección nacional
En 2014 rechazó la llamada para jugar con Antigua y Barbuda ya que tenía pensado representar a Inglaterra.
En septiembre de 2015 se estrenó con la selección sub-20 de Inglaterra y en octubre de 2017 fue contactado para jugar a nivel absoluto con Escocia. Esta lo convocó por primera vez en marzo de 2021 para el inicio de la fase de clasificación para el Mundial de 2022, debutando el día 25 ante Austria.

### Participaciones en Eurocopas
| Copa          | Sede     | Resultado    | Partidos | Goles |
| ------------- | -------- | ------------ | -------- | ----- |
| Eurocopa 2020 | Europa   | Primera fase | 3        | 0     |
| Eurocopa 2024 | Alemania | Primera fase | 3        | 0     |

## Estadísticas

### Clubes
Actualizado hasta su último partido disputado el 25 de mayo de 2025.
| Club                              | Div.          | Temporada     | Liga  | Liga  | Copas nacionales | Copas nacionales | Total | Total |
| Club                              | Div.          | Temporada     | Part. | Goles | Part.            | Goles            | Part. | Goles |
| --------------------------------- | ------------- | ------------- | ----- | ----- | ---------------- | ---------------- | ----- | ----- |
| Sheffield United F. C. Inglaterra | 3.ª           | 2014-15       | 11    | 1     | 2                | 2                | 13    | 3     |
| Sheffield United F. C. Inglaterra | 3.ª           | 2015-16       | 36    | 11    | 5                | 1                | 41    | 12    |
| Sheffield United F. C. Inglaterra | 3.ª           | 2016-17       | 1     | 0     | ―                | ―                | 1     | 0     |
| Sheffield United F. C. Inglaterra | Total club    | Total club    | 48    | 12    | 7                | 3                | 55    | 15    |
| Birmingham City F. C. Inglaterra  | 2.ª           | 2016-17       | 40    | 7     | 2                | 0                | 42    | 7     |
| Birmingham City F. C. Inglaterra  | 2.ª           | 2017-18       | 30    | 5     | 3                | 4                | 33    | 9     |
| Birmingham City F. C. Inglaterra  | 2.ª           | 2018-19       | 46    | 22    | 2                | 0                | 48    | 22    |
| Birmingham City F. C. Inglaterra  | Total club    | Total club    | 116   | 34    | 7                | 4                | 123   | 38    |
| Southampton F. C. Inglaterra      | 1.ª           | 2019-20       | 30    | 4     | 5                | 0                | 35    | 4     |
| Southampton F. C. Inglaterra      | 1.ª           | 2020-21       | 36    | 9     | 6                | 0                | 42    | 9     |
| Southampton F. C. Inglaterra      | 1.ª           | 2021-22       | 30    | 7     | 3                | 1                | 33    | 8     |
| Southampton F. C. Inglaterra      | 1.ª           | 2022-23       | 28    | 5     | 7                | 5                | 35    | 10    |
| Southampton F. C. Inglaterra      | 2.ª           | 2023-24       | 41    | 16    | 5                | 2                | 46    | 18    |
| Southampton F. C. Inglaterra      | Total club    | Total club    | 165   | 41    | 26               | 8                | 191   | 49    |
| Torino F. C. · Italia             | 1.ª           | 2024-25       | 36    | 9     | 2                | 1                | 38    | 10    |
| Torino F. C. · Italia             | Total club    | Total club    | 36    | 9     | 2                | 1                | 38    | 10    |
| Total carrera                     | Total carrera | Total carrera | 365   | 96    | 42               | 16               | 407   | 112   |
| 1.                                |               |               |       |       |                  |                  |       |       |

### Selección nacional
Actualizado hasta su último partido disputado el 3 de junio 2024
| Selección        | Año             | Amistosos | Amistosos | Amistosos | Eliminatorias | Eliminatorias | Eliminatorias | Copas europeas | Copas europeas | Copas europeas | Mundial | Mundial | Mundial | Total | Total | Total  |
| Selección        | Año             | Part.     | Goles     | Asist.    | Part.         | Goles         | Asist.        | Part.          | Goles          | Asist.         | Part.   | Goles   | Asist.  | Part. | Goles | Asist. |
| ---------------- | --------------- | --------- | --------- | --------- | ------------- | ------------- | ------------- | -------------- | -------------- | -------------- | ------- | ------- | ------- | ----- | ----- | ------ |
| Absoluta Escocia | 2021            | 1         | 1         | 0         | 9             | 3             | 2             | 3              | 0              | 0              | ―       | ―       | ―       | 13    | 4     | 2      |
| Absoluta Escocia | 2022            | 2         | 0         | 0         | 1             | 0             | 0             | 6              | 1              | 1              | ―       | ―       | ―       | 9     | 1     | 1      |
| Absoluta Escocia | 2023            | 3         | 1         | 0         | 3             | 0             | 0             | ―              | ―              | ―              | ―       | ―       | ―       | 6     | 1     | 0      |
| Total selección  | Total selección | 6         | 1         | 0         | 13            | 3             | 2             | 9              | 1              | 1              | 0       | 0       | 0       | 28    | 6     | 3      |
| 1. 2. 3.         |                 |           |           |           |               |               |               |                |                |                |         |         |         |       |       |        |